# 楊文弘
楊 文弘（よう ぶんこう、生年不詳 - 482年）は、中国の南北朝時代の仇池氐の首長。武都王。小名を𥞫といい、『魏書』では献文帝の諱を避けるために小名で記されている。2010年に陝西省略陽県で出土した墓誌によると諱は𥞫、字が文弘とされる。

## 経歴
楊伯宜（楊盛の弟の楊寿の子）の子として生まれた。はじめ南朝宋の白水郡太守となり、武興に駐屯した。のちに南朝宋から龍驤将軍の号を受けた。476年、文弘は兄の武都王楊文度の命を受けて北魏の仇池を攻撃し、戍兵を蘭皋で破った。
477年、文弘は南朝宋の輔国将軍・略陽郡太守となった。同年、文弘は楊文度の命を受けて仇池を攻撃し、陥落させた。北魏の征西将軍皮歓喜・鎮西将軍梁醜奴・平西将軍楊霊珍らが4万の兵を率いて文弘を攻撃した。北魏軍が建安に達すると、文弘は仇池城を棄てて南に逃れた。
12月、皮歓喜が葭蘆を攻め落とし、楊文度が死去すると、文弘は輔国将軍のまま都督北秦州諸軍事・平羌校尉・北秦州刺史に任じられ、武都王の爵位を嗣いだ。武興に退いて本拠地とした。
479年、南朝斉の梁州刺史の范柏年が処刑され、その親将であった李烏奴が南朝斉から離反すると、文弘は李烏奴をかくまった。李烏奴は亡命者1000人あまりを集めて南朝斉の梁州を攻撃したが、梁州刺史の王玄邈に敗れて、氐中に逃げ帰った。南朝斉の豫章王蕭嶷は李烏奴を斬首した者には李烏奴の田宅を与えると檄を飛ばし、楊広香に文弘を討つよう親書を送った。
480年、南朝斉の梁州刺史の崔慧景が長史の裴叔保を派遣して武興を攻撃させた。関城氐帥であった文弘は裴叔保を撃退した。
このころ文弘は北魏により都督・南秦州刺史・征西将軍・西戎校尉に任じられ、武都王に封じられた。
481年、文弘が南朝斉に復帰し、征西将軍・北秦州刺史とされた。
482年、死去すると、楊文度の子の楊後起が後を嗣いだ。

## 子女
- 楊苟奴
- 武興安王 楊集始
- 楊集同
- 楊集衆
- 楊集起
- 楊集義
- 楊集朗[3]